# Mineraloide

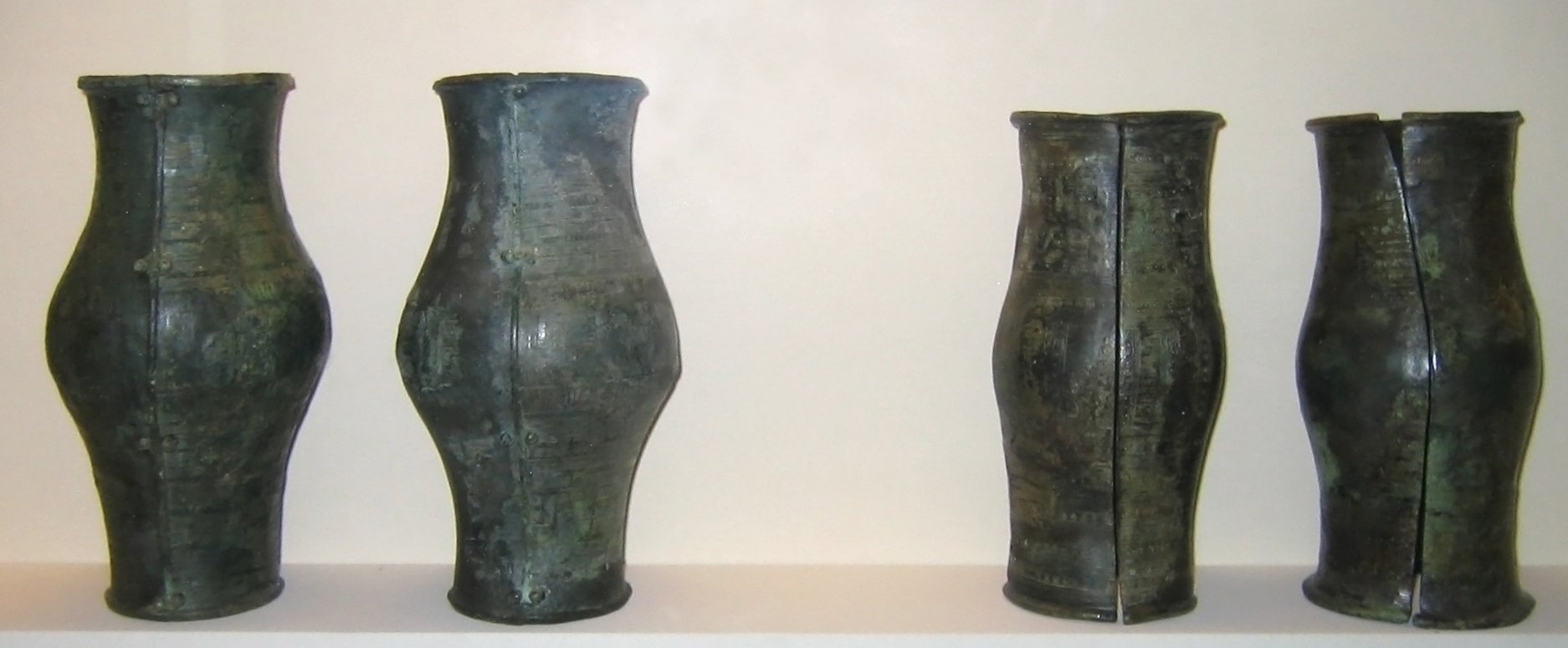
Braceletes pré-históricos feitos em azeviche.

Mineraloide é a designação dada a materiais de origem geológica que apresentem características semelhantes às dos minerais, mas não sejam cristalinos ou, quando sejam, não tenham uma composição química suficientemente uniforme para poderem ser considerados com um mineral específico. Substâncias produzidas pelo homem ou qualquer outro ser vivo que tenham características de minerais também são chamadas mineraloides, como o gelo que criamos em geladeiras ou a concha de um molusco, por exemplo.
Entre os mineraloides encontram-se substâncias de interesse económico e gemológico, como a obsidiana (que por ser um vidro e não um cristal não é um mineral), o azeviche (que na realidade é uma forma densa de carvão) e a opala (devido à sua natureza não cristalina). O mesmo acontece com o âmbar, uma substância orgânica não cristalina de origem geológica.
As pérolas são por vezes consideradas como um mineral, devido à presença de cristais de carbonato de cálcio na sua estrutura, mas são melhor classificadas como um mineraloide, devido à sua origem biológica sem transformação geológica e por conterem um ligante orgânico que lhes dá uma composição química não uniforme.